# Vatica nitens
Espèce
Classification phylogénétique
Statut de conservation UICN

 EN A1cd : En danger
 Vatica nitens est un grand arbre sempervirent de la côte orientale de la péninsule Malaise et de Bornéo appartenant à la famille des Dipterocarpaceae.

## Répartition
Dispersée dans les forêts mixtes à dipterocarps de la côte est de la Péninsule Malaise, du Sabah, du Kalimantan et Brunei Darussalam

## Préservation
Espèce menacée par la déforestation et l'exploitation forestière.